# نخل پشت‌سفید
نخل پشت‌سفید (نام علمی: Kerriodoxa elegans) نام یک گونه از تیره نخل است.